# Do posljednjeg daha (2017.)
Do posljednjeg daha (eng. Breathe) je inspirativna istinita priča o Robinu i Diani, avanturističkom paru čiji se život promijeni kada Robinu dijagnosticiraju paralizu.

## Sadržaj filma
Kada Robinu u 28. godini dijagnosticiraju paralizu, on biva osuđen na bolnički krevet i tek nekoliko mjeseci života. Uz pomoć Dianine braće i revolucionarnog izumitelja Teddyja Halla, Robin i Diana odbijaju ograničiti svoj način života i kreću u borbu za život odgajajući pri tom svoga sina, putujući i pomažući drugim pacijentima sa sličnom dijagnozom.

## Pogreške u filmu
Jedna jedina pogreška u filmu je godina preminuća: filmu se navodi godina 1981. kada je pravi Robin imao 50 godina, a pravi je Robin umro u dobi od 64 godine (po Wikipediji), dakle godine 1994.

## Vanjske poveznice
- Do posljednjeg daha u internetskoj bazi filmova IMDb-a